# Constantina (kommun i Brasilien)
Constantina är en kommun i Brasilien.   Den ligger i delstaten Rio Grande do Sul, i den södra delen av landet, 1 400 km söder om huvudstaden Brasília. Antalet invånare är 9 741. Arean är 203 kvadratkilometer.
Terrängen i Constantina är platt söderut, men norrut är den kuperad.
Trakten runt Constantina består till största delen av jordbruksmark. Runt Constantina är det ganska glesbefolkat, med 32 invånare per kvadratkilometer.